# 11-та повітрянодесантна дивізія (США)
11-та пові́трянодеса́нтна диві́зія — військове з'єднання повітрянодесантних військ США, яке брало участь у бойових діях під час Другої світової війни на Тихому океані, а також у В'єтнамі.
Заснована 25 лютого 1943 року, як повітрянодесантна дивізія Збройних сил США. Розформована в 1965 році.

## Історія
11-та повітряно-десантна дивізія була офіційно активована 25 лютого 1943 року в Кемп Маккалл у штаті Північна Кароліна під командуванням генерал-майора Джозефа Свінга. Дивізія складалася з 511-го парашутного та 187-го і 188-го планерно-десантних полків, та нараховувала 8211 осіб, що було приблизно вдвічі менше за штатною чисельністю, ніж мала звичайна американська піхотна дивізія Другої світової війни.
Відразу після заснування з'єднання перебувало на території континентальних Сполучених Штатів, де підрозділи проходили повний курс навчання для повітрянодесантних військ. Навчання включало тривалі марш-кидки, стрибки з парашутом з парашутних веж та з транспортних літаків. Коефіцієнт відсіювання кандидатів був високим, але ніколи не бракувало добровольців, тим більше, що в американських повітрянодесантних підрозділах рівень оплати праці був значно вищим, ніж у звичайного піхотинця.
У ніч на 7 грудня 1943 року 11-та повітряна десантна дивізія була десантована 200 транспортними літаками C-47 «Скайтрейн» та 234 планерами CG-4A з навчальною метою захоплення допоміжного армійського аеродрому Кнолвуд поблизу Форт Брегг у штаті Північна Кароліна. За висадкою та діями десанту спостерігав командувач силами армії США генерал-лейтенант Леслі Макнейр, який, зрештою, мав би дати вирішальний висновок у спорі щодо існування та ефективності застосування парашутних дивізій.
85 % десантників висадилися на свої цілі без навігаційних помилок, і до світанку повітрянодесантні війська захопили допоміжний аеродром та забезпечили висадку решти дивізії. Загалом американські десантники продемонстрували високу виучку та рішучість у діях, отже спостерігачі оцінили проведення навчання як великий успіх.
Після маневрів біля Кнолвуда, 11-та дивізія залишалася у резерві, доки у січні 1944 року її не передислокували до Форт Полку в Луїзіані, а пізніше у Кемп Стоунмен, штат Каліфорнія. З 25 травня по 11 червня 1944 року було проведено перекидання частин 11-ї дивізії у район затоки Мілн, Папуа Нова Гвінея, де до вересня дивізія проходила акліматизацію та продовжувала навчання. 11 листопада дивізія перевезена морем до острова Лейте на Філіппінах, прибувши до місця 18 листопада. Через чотири дні її підпорядкували XXIV корпусу і вперше вступила в бій, але діяла як піхотна дивізія, а не за своїм призначенням. 11-ій повітрянодесантній дивізії наказали замінити в районі Бурауен-Ла-Пас-Будго 7-му піхотну дивізію, що билася на цьому напрямку, та знищити всі японські сили в її оперативній зоні, а також захистити тилову зону та аеродроми XXIV корпусу.
Протягом листопада-грудня 1944 року дивізія вела бойові дії щодо зачищення від японських сил визначеної зони відповідальності. 6 грудня японці провели відчайдушну десантну операцію, спробувавши повітряний десант на важливі аеродроми американців Таклобан та Дулаг у смузі дій 11-ї повітрянодесантної дивізії. Противник був відбитий, одна з груп японських парашутистів висадилася навколо аеродрому Бурауен, де знаходився штаб 11-ї повітрянодесантної дивізії. П'ять літаків зв'язку L-5 «Сентінель» та один транспортний літак С-47 були знищені, але ворожий десант був ліквідований зведеною бойовою групою артилеристів, інженерів та служб забезпечення і підтримки на чолі з комдивом генерал-майором Свінгом.
22 січня командир дивізії отримав наказ на терміново перекидання для проведення операції на острів Лусон, на північ від Лейте. Через п'ять днів 187-й та 188-й планерні полки були відправлені в Лусон морем, а 511-й парашутний полк був передислокований військово-транспортними літаками С-46 «Командо» до Міндоро. На світанку 31 січня 188-й полк здійснив амфібійну висадку поблизу Насугбу, на півдні Лусону.
В подальшому війська 11-ї повітрянодесантної дивізії вели бої на острові Лусон.
3 лютого 1945 року була проведена тактична повітрянодесантна операція з десантування 11-ї дивізії на важливий рубіж. Маючи лише 48 транспортних літаків С-47 «Скайтрейн», десантування 511-го полку було проведено у три хвилі. Близько 07:00 перша хвиля десанту піднялася з аеродрому у Міндоро. Під супроводом нічних винищувачів P-61 «Блек Відов» транспортні літаки вони рушили до хребта Тагатай. Сам хребет являв собою доволі відкритий простір завдовжки 1800 м і завширшки 3700 м, який місцями був звільнений від японських військ місцевими філіппінськими солдатами та партизанами.
О 08:15 перший ешелон у першому підйомі, приблизно 345 осіб, успішно висадився на визначений майданчик десантування. Другий ешелон з приблизно 570 осіб, був передчасно скинутий і приземлився приблизно на 7 300 м на схід. Наступний підйом також зіткнувся з проблемами: 425 десантників десантувалися вчасно, але решта 1325 парашутистів, через помилку пілотів та погану дисципліну при здійсненні стрибків, висадилися зарано. Втім протягом наступних п'яти годин з початку операції весь полк був зібраний. Після подолання незначного японського спротиву до 15:00 511-й полк вийшов у контакт з 188-м та 187-м планерними полками, що наступали суходолом, і вся дивізія знову була зібрана як єдине формування. Очистивши хребет від японських окупантів, дивізія почала просуватися до Маніли, яку обороняли близько 6000 японських солдатів на лінії Генко.
11-ій дивізії було наказано прорвати лінію Генко й атакувати Манілу, де вона повинна була з'єднатися з іншими американськими силами, що атакували столицю Філіппін з півночі. Усі три полки були залучені до проведення штурму. 5 лютого, долаючи запеклий опір японських військ, американські десантники увірвалися у місто та з боями прорвалися до Нікольс-Філд, аеродрому, який перебував у центрі лінії Генко. Наступного дня дивізія просунулася до форту Вільяма Мак-Кінлі, штабу контр-адмірала Івабучі, командувача японськими військами на Лусоні.
15 лютого 1-й батальйон 187-го поряд з іншими американськими частинами розпочав атаку на оборонний район Мабато, надзвичайно сильно укріплений пункт. Протягом наступних шести днів велися жорстокі бої, американська авіація завдавала багато авіаударів, використовуючи напалм, вівся вогонь важкої артилерії, доки до 18 лютого район не був очищений від японських військ. Спорадичні бої точили в Манілі до 3 березня, коли закінчився весь організований опір японської армії.
Під час боїв на Лусоні американські десантники 11-ї дивізії провели рейд на Лос-Баньос, де звільнили з полону 2 147 цивільних, громадян країн-союзників, що утримувалися в концентраційному таборі японців.
Згодом командир 11-ї дивізії отримав наказ командувача 6-ї армії генерала Вальтера Крюгера знищити всі японські формування в південному Лусоні на південь від Маніли. Японські війська, що оборонялися в цьому районі, становили 80-тисячне угруповання, одну з трьох груп японської армії у 14-му районі під командуванням генерала Ямашіта Томоюкі. 11-та повітрянодесантна дивізія спільно з філіппінськими військами, місцевими партизанами та підрозділами 1-ї кавалерійської дивізії, вела бої до кінця квітня. Ведення бойових дій відбувалося у надзвичайно складних умовах у гірській місцевості, і багато японських підрозділів билися до останнього, але не здавалися. Однак увесь організований опір у південному Лусоні закінчився 1 травня, коли дивізія захопила гору Малепуньйо поблизу міста Ліпа.
23 червня в провінції Апарі на півночі Лусона відбулася чергова десантна операція з висадки повітряного десанту в тилу японських військ. Японські війська, що залишилися на острові, зосередилися на крайній півночі острову й вперто тримали оборону, змусивши генерал-лейтенанта Вальтера Крюгера залучити на їхній розгром чотири піхотні дивізії, бронегрупу та велику групу філіппінських партизанів. Поки ці сили стискали японців, 37-ма піхотна дивізія почала наступ на північ, перемігши більш слабке формування і оточивши основне японське угруповання. Щоб забезпечити успіх 37-ї дивізії, Крюгер наказав командирові 11-ї дивізії висадитися поблизу Апарі і рухатися на південь, назустріч наступаючій 37-ій.
11-та повітрянодесантна дивізія мала скинути бойову батальйонну групу на аеродром Камаланіуган, приблизно в 16 км на південь від Апарі. Потім група мала наступати на південь, долаючи опір японських військ «Шобу», до виходу на з'єднання з передовими підрозділами 37-ї піхотної дивізії. Спеціальна сформована бойова група була десантована 54 C-47 «Скайтрейн» та 13 літаками C-46 «Коммандо», а також шістьма планерами CG-4A. 21 червня у визначеній смузі висадився загін «пайтфайндерів» дивізії, а через два дні проведена висадка основних сил десанту. Японський опір був жорстким, змушуючи десантників застосовувати вогнемети, щоб ліквідувати бункери та укріплення на шляху просування. Після трьох днів боїв та усунення значної частини японської групи, оперативна група зустріла передові підрозділи 37-ї піхотної дивізії. Однак, японська група «Шобу» вела бої до вересня, її оточення ознаменувало останню бойову операцію десантної дивізії.
За час бойових дій у Другій світовій війні 11-та дивізія зазнала 2 431 втрату, серед яких 494 людини загинуло, 120 — померли від поранень, 11 зникли безвісти та 1926 дістали поранень різного ступеня важкості.
Після завершення воєнних дій на Тихому океані 11-та дивізія входила до складу окупаційних військ США на території Японії. Американські десантники перебували в районі Йокогами, а пізніше на півночі острову Хоккайдо до травня 1949 року, після чого дивізію повернули до Сполучених Штатів.
У післявоєнний час підрозділи 11-ї дивізії брали участь у війні в Кореї та В'єтнамі.